# Villarzel
Villarzel (toponimo francese) è un comune svizzero di 423 abitanti del Canton Vaud, nel distretto della Broye-Vully.

## Storia
Nel 2006 Villarzel ha inglobato i comuni soppressi di Rossens e Sédeilles.

### Simboli
Lo stemma attuale è stato adottato nel 2006 in occasione della creazione del comune.
Il nuovo stemma ha ripreso un elemento da ciascuno degli stemmi dei comuni precedenti: la stella proviene da quello di Rossens (azzurro, a un castello d'argento, sormontato da una stella di 5 raggi dello stesso), ripetuta tre volte ricorda il numero dei comuni fondatori; la torre di Villarzel è il monumento più famoso della regione di cui è elemento identitario; il partito di argento e di rosso è ripreso dallo scudo di Sédeilles (partito di argento e di rosso, all'erpice saraceno dell'uno all'altro).
Prima della fusione, il comune di Villarzel aveva in uso uno stemma troncato di argento e di rosso, alla torre coperta di nero, attraversante. Gli smalti argento e rosso sono quelli dell'antica diocesi di Losanna. All'inizio del XIII secolo, il vescovo fece costruire una torre
per amministrare il territorio che fu inserita nello stemma nel 1919.

## Monumenti e luoghi d'interesse
- Chiesa riformata di San Giorgio[1];

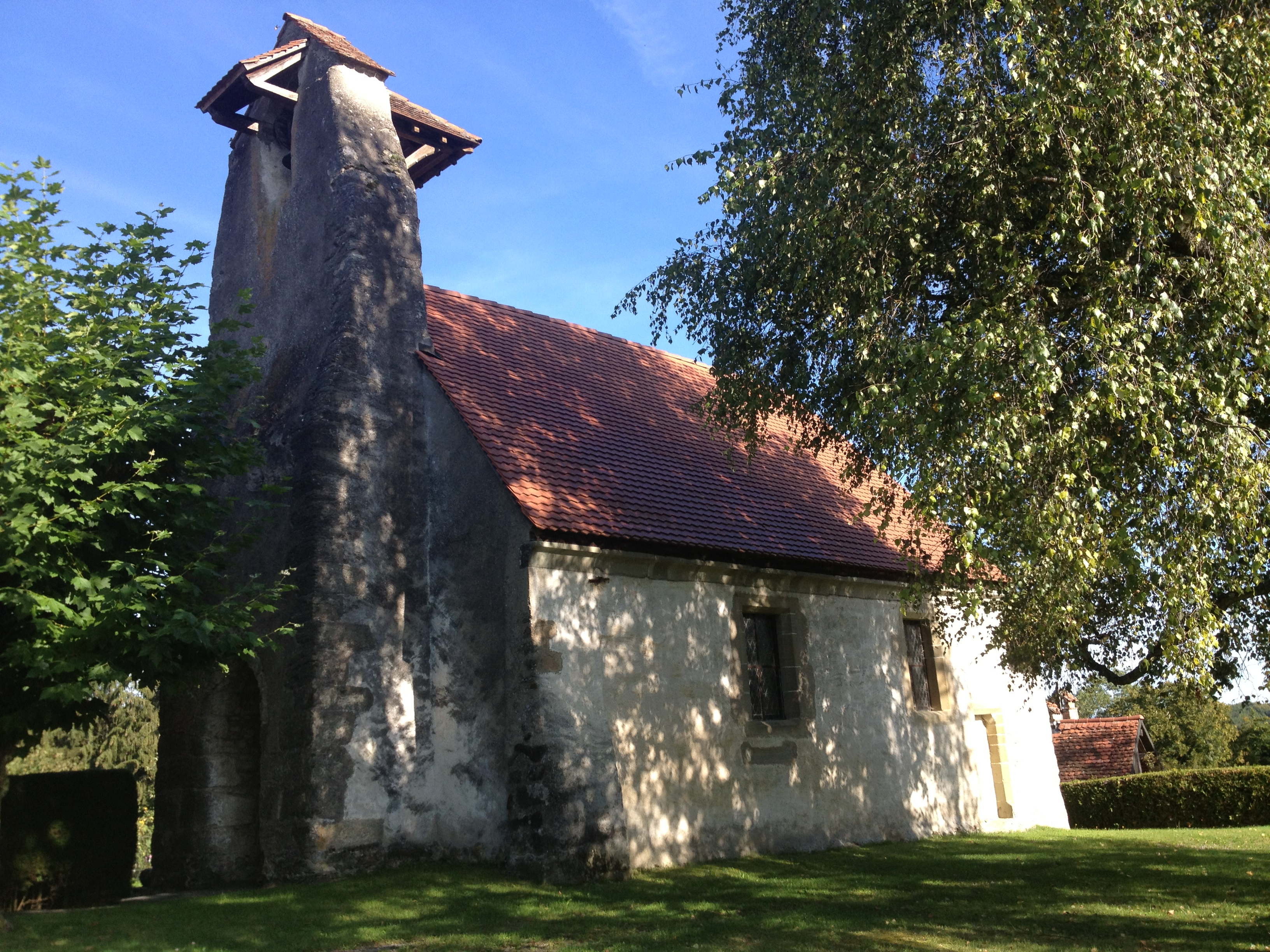
La chiesa di San Giorgio

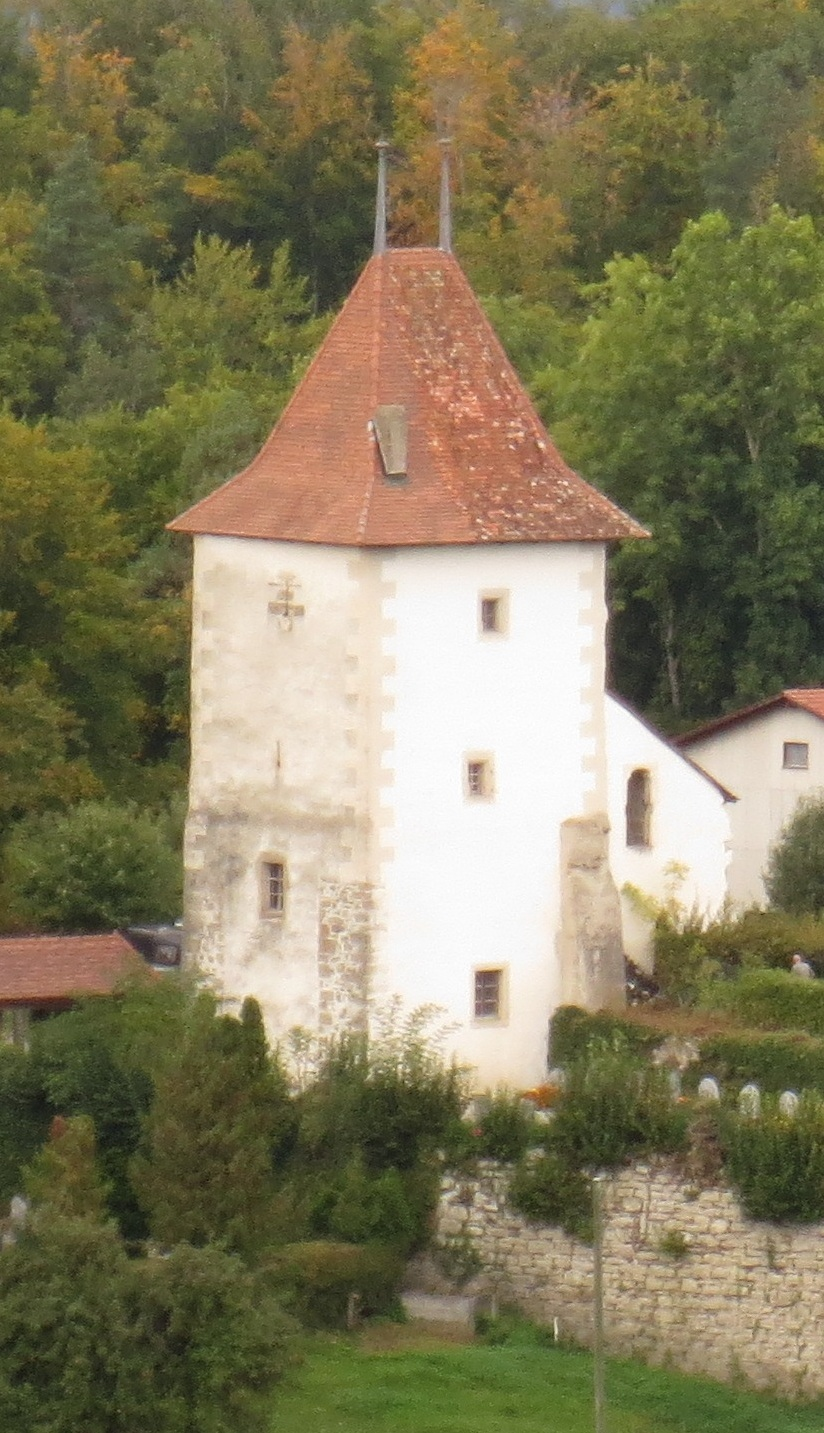
La torre

- Torre del castello, ricostruita nel XVI secolo[1].

## Società

### Evoluzione demografica
L'evoluzione demografica è riportata nella seguente tabella:
Abitanti censiti

## Amministrazione
Ogni famiglia originaria del luogo fa parte del cosiddetto comune patriziale e ha la responsabilità della manutenzione di ogni bene ricadente all'interno dei confini del comune.